# Michael Klukowski
Michael ("Mike") Klukowski (Amstetten (Oostenrijk), 27 mei 1981) is een voormalig voetballer met zowel de Poolse als Canadese nationaliteit. Hij speelde voor APOEL Nicosia, waar hij in 2013 zijn loopbaan beëindigde.

## Clubcarrière
Klukowski speelde tot op zijn zeventiende voor de Canadese clubs Oshawa Kicks en Scarborough Blues. In 1998 vertrok hij naar Europa, waar hij voor de Franse clubs Dijon (1998-1999), Tourcoing FC (1999-2000) en Lille (2000-2002) speelde. In 2002 ging hij dan naar La Louvière, zijn eerste Belgische club, waarmee hij in 2003 de Beker van België won.
Samen met teamgenoot Manasseh Ishiaku verkaste hij in januari 2005 naar Club Brugge, waar hij de vervanger moest worden van linksachter Peter Van Der Heyden. Na 5,5 jaar en 178 officiële wedstrijden (135 competitie, 15 beker, 26 Europees en twee supercupfinales) vertrok hij voor 750.000 euro naar het Turkse Ankaragücü, waar hij voor drie seizoenen tekende. Na 1 seizoen vertrok hij naar Manisaspor. In de zomer van 2012 vertrok hij naar APOEL Nicosia.

## Interlandcarrière
Klukowski heeft 34 caps achter zijn naam staan voor de Canadese nationale ploeg. Zijn debuut maakte hij op 12 februari 2003 in de wedstrijd Libië-Canada (2-4).

## Statistieken
| Seizoen               | Club                  | Land                  | Competitie                | Duels | Goals |
| --------------------- | --------------------- | --------------------- | ------------------------- | ----- | ----- |
| 2002/03               | Dijon                 | Vlag van Frankrijk    | Tweede klasse             | ?     | ?     |
| 2002/03               | US Tourcoing          | Vlag van Frankrijk    | Championnat Interrégional | ?     | ?     |
| 2002/03               | Lille OSC             | Vlag van Frankrijk    | Ligue 1                   | ?     | ?     |
| 2002/03               | La Louvière           | Vlag van België       | Eerste klasse             | 31    | 1     |
| 2003/04               | La Louvière           | Vlag van België       | Eerste klasse             | 26    | 0     |
| 2004/05               | La Louvière           | Vlag van België       | Eerste klasse             | 16    | 2     |
| 2004/05               | Club Brugge           | Vlag van België       | Eerste klasse             | 6     | 0     |
| 2005/06               | Club Brugge           | Vlag van België       | Eerste klasse             | 18    | 0     |
| 2006/07               | Club Brugge           | Vlag van België       | Eerste klasse             | 20    | 0     |
| 2007/08               | Club Brugge           | Vlag van België       | Eerste klasse             | 31    | 0     |
| 2008/09               | Club Brugge           | Vlag van België       | Eerste klasse             | 24    | 0     |
| 2009/10               | Club Brugge           | Vlag van België       | Eerste klasse             | 34    | 0     |
| 2010/11               | Club Brugge           | Vlag van België       | Eerste klasse             | 1     | 0     |
| 2010/11               | Ankaragücü            | Vlag van Turkije      | Süper Lig                 | 19    | 1     |
| 2011-12               | Manisaspor            | Vlag van Turkije      | Süper Lig                 | 26    | 0     |
| 2012/13               | APOEL Nicosia         | Vlag van Cyprus       | A Divizion                | 5     | 0     |
| Bijgewerkt 22-12-2012 | Bijgewerkt 22-12-2012 | Bijgewerkt 22-12-2012 | Totaal                    | 257   | 4     |

## Erelijst
| Competitie             |             |             |             |             |
| Competitie             | Aantal      | Jaren       |             |             |
| La Louvière            | La Louvière | La Louvière | La Louvière | La Louvière |
| ---------------------- | ----------- | ----------- | ----------- | ----------- |
| Beker van België       | 1x          | 2002/03     |             |             |
| Club Brugge            |             |             |             |             |
| Belgisch Landskampioen | 1x          | 2004/05     |             |             |
| Beker van België       | 1x          | 2006/07     |             |             |
| Belgische Supercup     | 1x          | 2005        |             |             |